# Festa dei moccoletti
(Charles Dickens, Impressioni d'Italia (Pictures from Italy 1844-45))

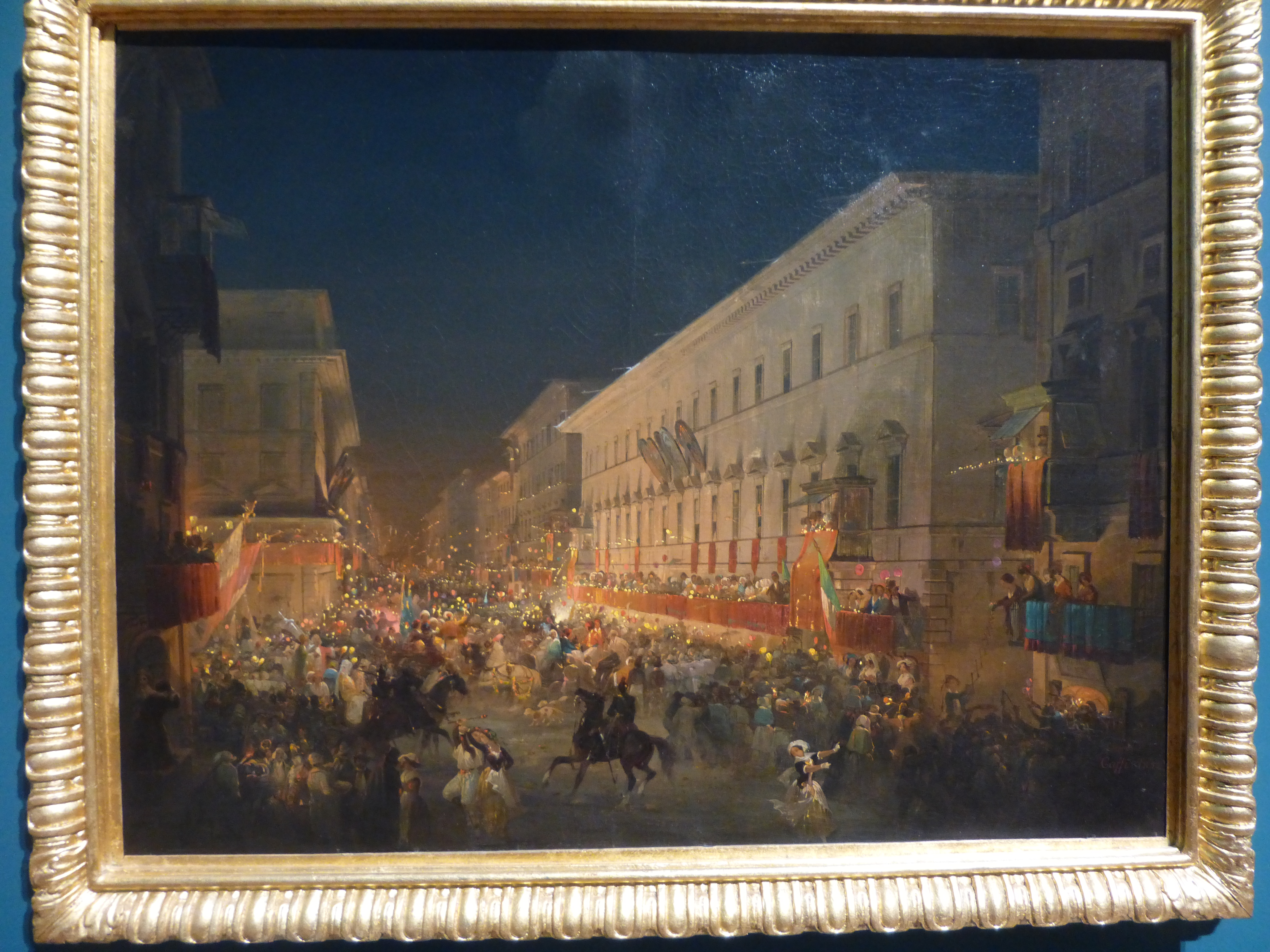
La festa dei moccoletti, dipinto di Ippolito Caffi (1852)

La festa dei moccoletti era una festa che si svolgeva a Roma nel Settecento e Ottocento, durante il martedì grasso, nell'ultimo giorno di carnevale.
Tale festa è descritta, con certezza nell'800, anche ad Ascoli Piceno.
Da un punto di vista documentale,in data 16 Gennaio 1842, il Delegato Apostolico di Ascoli Piceno affigge la solita Notificazione carnascialesca in cui è possibile leggere, al punto 11: "Potranno egualmente permettersi durante il Carnevale le corse de' Cavalli ed i così detti Moccoletti nell'ultima sera a tenore delle costumanze locali".

## Storia
Al tramonto del martedì grasso, lungo via del Corso, si svolgeva la festa dei moccoletti, un gioco collettivo di carnevale. Per partecipare alla festa occorreva uscire di casa in maschera e avere con sé una candela (una fiaccola, un lumino o anche una lanterna), chiamata il "moccoletto": sottile come la "coda di un sorcio" o grande come "un cero pasquale". L'obbiettivo era tenere acceso il moccoletto il più a lungo possibile, cercando di spegnere quello degli altri. Chi non riusciva e si ritrovava con il moccoletto spento doveva togliersi la maschera.
La festa, inaugurata nel 1773, rappresentava non solo l'apice del Carnevale prima della Quaresima, ma era anche l'evento di maggiore rilevanza rituale e simbolica: almeno per un giorno, complice l'ambientazione notturna, la magia della fiaccolata, il linguaggio ed i comportamenti trasgressivi (spesso nella folla, protetti dalle maschere, accadevano tradimenti coniugali, scherzi impietosi, furti e accoltellamenti) ammorbidivano le rigide differenze di classe.

## La festa nei dipinti di Ippolito Caffi
La festa viene immortalata dall'artista veneto Ippolito Caffi nel disegno Festa dei "Moccoletti" al Corso, una tempera su carta realizzata insieme al dipinto L'ultima ora del carnevale durante il suo primo soggiorno a Roma nel 1832. Il dipinto venne esposto a Venezia nelle sale dell'Accademia nel 1837 (a Roma arriverà molto più tardi, nel 1856). Alla Galleria d'Arte Moderna Ca' Pesaro di Venezia, al Museo di Roma in Trastevere, ma anche presso la Galleria Nazionale d'Arte Antica e la Galleria Nazionale d'Arte Moderna di Roma, al Museo del Castello di Miramare di Trieste, al Thorvaldsen Museum di a Copenaghen e in diverse collezioni private e pubbliche a Roma, Venezia, Belluno, Padova e Trento sono custodite altre opere del pittore veneto che presero ispirazione dalla festa dei moccoletti. I "moccoletti" (descritti anche nelle opere di Goethe, Dickens), e nel capitolo 36 del "Conte di Montecristo" di Dumas ebbero un particolare successo, circostanza che indusse Caffi a ripetere il soggetto numerose volte (due le versioni: una che presenta il Corso con il Palazzo Ruspoli, l'altra con il Palazzo Piombino in Piazza Colonna) per soddisfare le continue richieste che le venivano fatte.